# Opius subaffinis
Opius subaffinis är en stekelart som beskrevs av Fischer 1962. Opius subaffinis ingår i släktet Opius och familjen bracksteklar. Inga underarter finns listade i Catalogue of Life.